# Chapelle Saint-Humi d'Uchizy
La chapelle Saint-Humi, qui se dresse un peu à l'écart du bourg, non loin de la route conduisant à Montbellet, est une chapelle située sur le territoire de la commune d'Uchizy. Elle relève à ce titre de la paroisse Saint-Philibert en Tournugeois (Tournus).

## Histoire
Aucun document ne permet de dater la construction de cet édifice. Les seuls indices sont constitués par un autel en pierre, à table chanfreinée, de la fin de l’époque médiévale ou du début du XVIe siècle, et la forme des baies, de l’époque classique.
Vendue nationalement à la famille Bourlier lors de la Révolution, elle a été achetée en 1996 par la commune, pour l'euro symbolique.
Elle a, depuis, été restaurée, à l'initiative de l'association patrimoine La Musardine et avec le concours de l'association Tremplin Homme et Patrimoine.

## Description
La chapelle, qui est orientée, est construite sur un plan rectangulaire.
Les murs latéraux, faits de moellons calcaires, sont épaulés par trois contreforts. L’ensemble est abrité par un toit à deux versants en tuiles plates et égouts en laves limités par des pignons découverts, dont le rampant est protégé par le même matériau.
Dans le pignon ouest, qui est percé d’une porte à linteau horizontal et deux baies, se perçoivent les traces d’une arcade murée et des laves prises dans la maçonnerie, qui témoignent d’une nef et de sa toiture, disparues. Ce que confirment des murs bahuts édifiés dans le prolongement des murs gouttereaux, formant un enclos.

## Mobilier
Sur l’autel, un retable, recensé par l’inventaire effectué en 1795, est composé d’un tableau représentant saint Hymetière mitré et tenant une crosse, pris dans une travée de pilastres cannelés, rudentés de feuilles enroulées, dont les chapiteaux et la corniche ont toutefois disparu.

## Tradition
La petite chapelle dédiée à saint Imetier – « saint Humi », nom local de saint Hymetière, moine du Jura au VIe siècle – était réputée pour la bienveillance de son saint patron qui guérissait les malentendants lors de pèlerinages organisés le lundi de Pâques (à l'aide d'une pierre trouée fixée au mur de la chapelle, contre laquelle les malades devaient placer leur oreille) et aidait les enfants retardés.